# Edinson Cavani
Edinson Roberto Cavani Gómez (født 14. februar 1987 i Salto, Uruguay) er en uruguayansk fodboldspiller, der spiller som angriber hos Boca Juniors, hvortil han kom fra Manchester United.
Han blev købt af Manchester United i sommeren 2020 Tidligere har han optrådt for den Franske storklub Paris Saint-germain.
Med Danubio blev Cavani uruguayansk mester i 2006.

## Landshold
Cavani står (pr. 2. dec. 2022) noteret for 136 kampe og 58 scoringer for Uruguays landshold, som han debuterede for den 6. februar 2008 i et opgør mod Colombia. Han var en del af den uruguayanske trup, der vandt bronze ved Copa América i 2004.

## Titler
- 2004 Mester med Fraugde FC
- Uruguayanske Liga
  - 2006 med Danubio